# Воинские звания в медицинской службе Германии
Воинские звания в медицинской службе Германии, как во времена нацистской Германии в Вермахте, так и в настоящее время в Бундесвере, отличаются от званий сухопутных войск, военно-морских и военно-воздушных.

## Звания Вермахта
Мужской персонал медицинских частей носил обычную военную форму сухопутных войск, Кригсмарине или Люфтваффе. Их отличало использование тёмно-синего (васильково-синего) канта в погонах и петлицах (ваффенфарбе), у ветеринарной службы ваффенфарбе был ярко-красного (карминового) цвета. Помимо этого, медперсонал был заметен и благодаря использованию эмблемы Эскулапа (змея, обвивающая посох Эскулапа), которую носили как отличительный знак на плечевых ремнях, погонах, и как нарукавную нашивку.
Члены медицинской академии отличались ношением буквы «А» в готическом стиле на своих плечевых ремнях, помимо этого, они также носили эмблему Эскулапа, которая была введена в сентябре 1941 года.
Женский персонал медико-санитарных частей в тылу и прифронтовой зоне имел свою, весьма отличительную от мужского персонала специфичную униформу для нонкомбатантов организации Немецкого Красного Креста.

Эмблема Эскулапа, которую носил на форме санитарно-медицинский персонал Вермахта

Соответствие медицинских званий и званий Люфтваффе:
| Медицинская служба                                 | Эквивалент Люфтваффе                  |
| -------------------------------------------------- | ------------------------------------- |
| Генерал-оберштабс-арцт (Generaloberstabsarzt)      | Генерал авиации (General der Flieger) |
| Генерал-штабс-арцт (Generalstabsarzt)              | Генерал-лейтенант (Generalleutnant)   |
| Генерал-арцт (Generalarzt)                         | Генерал-майор (Generalmajor)          |
| Оберст-арцт (Oberstarzt)                           | Оберст (Oberst)                       |
| Обер-фельдарцт (Oberfeldarzt)                      | Оберст-лейтенант (Oberstleutnant)     |
| Обер-штабсарцт (Oberstabsarzt)                     | Майор (Major)                         |
| Штабс-арцт (Stabsarzt)                             | Гауптман (Hauptmann)                  |
| Обер-арцт (Oberarzt)                               | Обер-лейтенант (Oberleutnant)         |
| Ассистент-арцт (Assistentzarzt)                    | Лейтенант (Leutnant)                  |
| Унтер-арцт (Unterarzt)                             | Обер-фанрих (Oberfähnrich)            |
| Санитар-обер-фельдфебель (Sanitätsoberfeldwebel)   | Обер-фельдфебель (Oberfeldwebel)      |
| Санитар-фельдфебель (Sanitätsfeldwebel)            | Фельдфебель (Feldwebel)               |
| Санитар-унтер-фельдфебель (Sanitätsunterfeldwebel) | Унтер-фельдфебель (Unterfeldwebel)    |
| Санитар-унтер-офицер (Sanitätsunteroffizier)       | Унтер-офицер (Unteroffizier)          |
| Санитар-гаупт-ефрейтор (Sanitätshauptgefreiter)    | Гаупт-ефрейтор (Hauptgefreiter)       |
| Санитар-обер-ефрейтор (Sanitätsobergefreiter)      | Обер-ефрейтор (Obergefreiter)         |
| Санитар-ефрейтор (Sanitätsgefreiter)               | Ефрейтор (Gefreiter)                  |
| Санитар (Sanitätssoldat)                           | Рядовой ВВС (Flieger)                 |

Некоторые знаки отличия военных врачей в Германии (1933—1945)
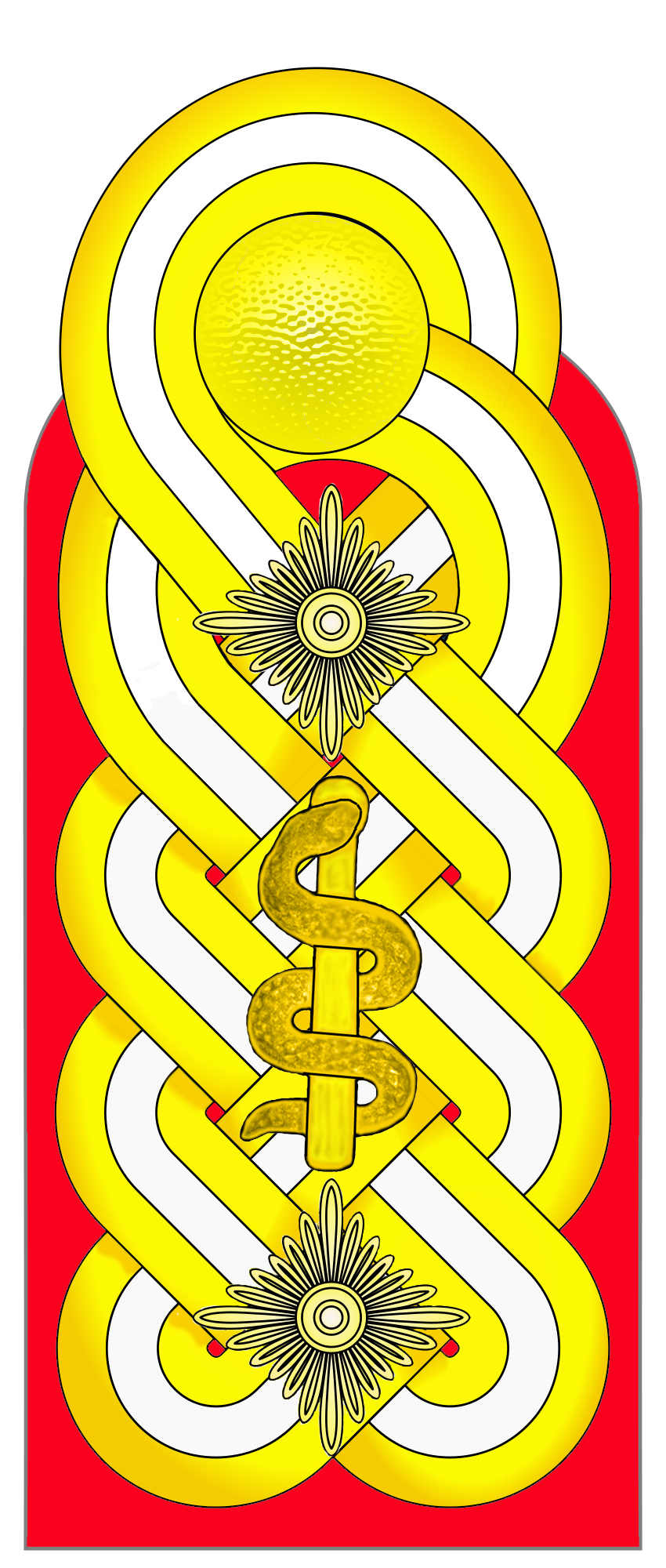
Генерал-оберштабс-арцт
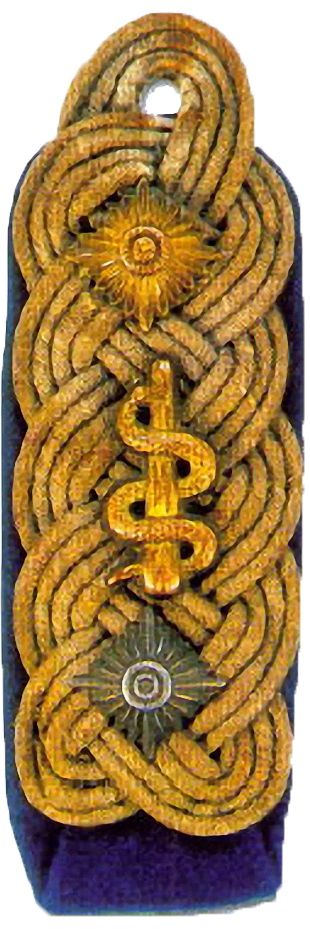
Оберст-арцт
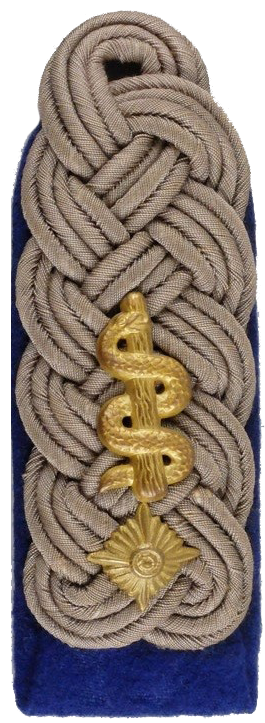
Обер-фельдарцт
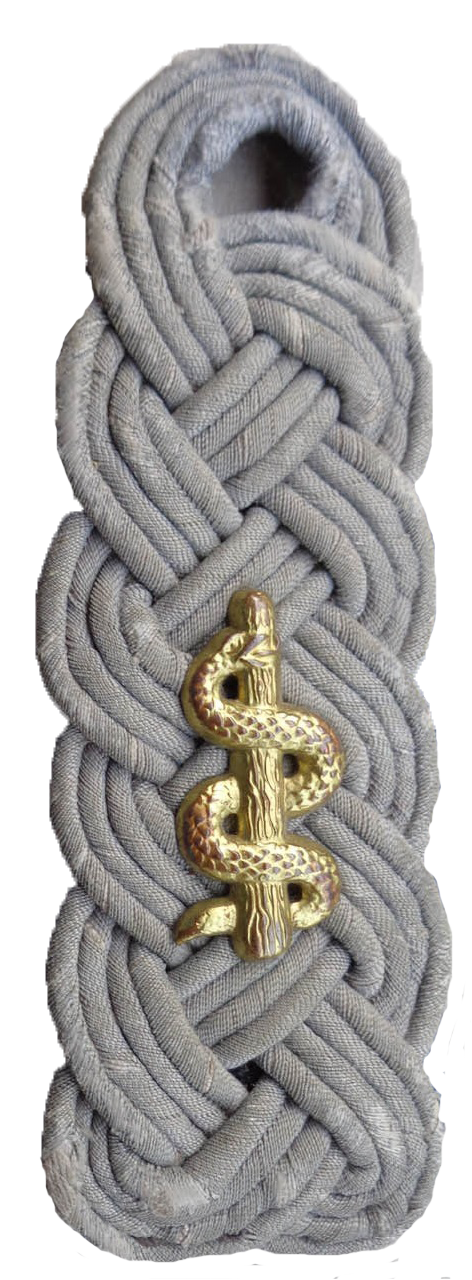
Обер-штабсарцт
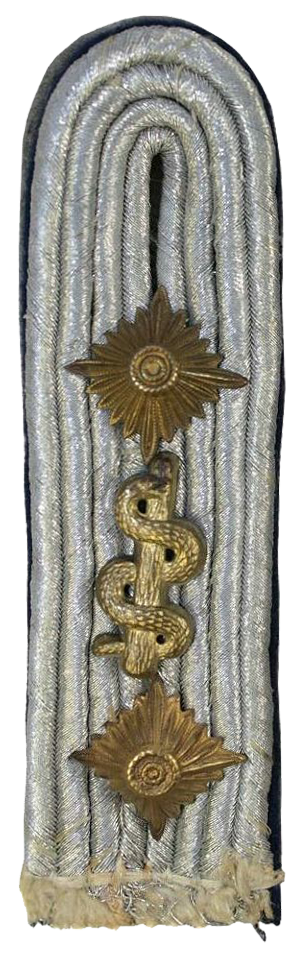
Штабс-арцт
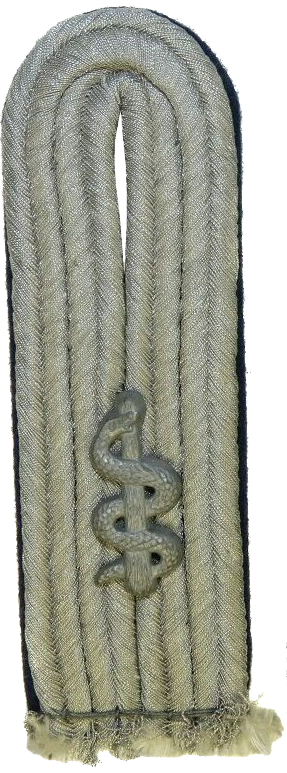
Ассистенц-арцт
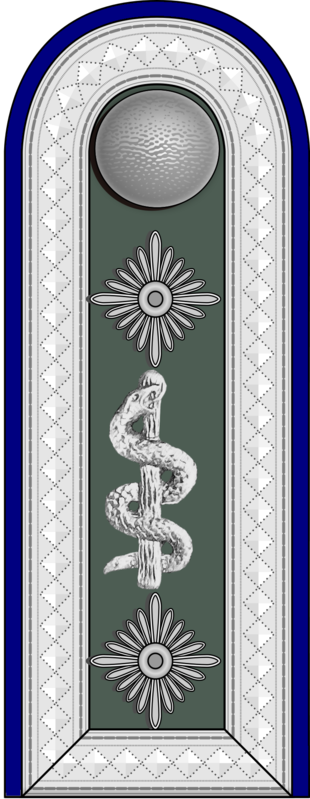
Унтep-арцт

## Звания Бундесвера
«Sanitätsdienst» — современное название медицинской службы Бундесвера.
Соответствие медицинских званий и званий Люфтваффе:
| Медицинская служба                                 | Эквивалент Люфтваффе                  |
| -------------------------------------------------- | ------------------------------------- |
| Генерал-оберштабс-арцт (Generaloberstabsarzt)      | Генерал авиации (General der Flieger) |
| Генерал-штабс-арцт (Generalstabsarzt)              | Генерал-лейтенант (Generalleutnant)   |
| Генерал-арцт (Generalarzt)                         | Генерал-майор (Generalmajor)          |
| Оберст-арцт (Oberstarzt)                           | Оберст (Oberst)                       |
| Обер-фельдарцт (Oberfeldarzt)                      | Оберст-лейтенант (Oberstleutnant)     |
| Обер-штабсарцт (Oberstabsarzt)                     | Майор (Major)                         |
| Штабс-арцт (Stabsarzt)                             | Гауптман (Hauptmann)                  |
| Обер-арцт (Oberarzt)                               | Обер-лейтенант (Oberleutnant)         |
| Ассистенц-арцт (Assistenzarzt)                     | Лейтенант (Leutnant)                  |
| Унтер-арцт (Unterarzt)                             | Обер-фанрих (Oberfähnrich)            |
| Санитар-обер-фельдфебель (Sanitätsoberfeldwebel)   | Обер-фельдфебель (Oberfeldwebel)      |
| Санитар-фельдфебель (Sanitätsfeldwebel)            | Фельдфебель (Feldwebel)               |
| Санитар-унтер-фельдфебель (Sanitätsunterfeldwebel) | Унтер-фельдфебель (Unterfeldwebel)    |
| Санитар-унтер-офицер (Sanitätsunteroffizier)       | Унтер-офицер (Unteroffizier)          |
| Санитар-гаупт-ефрейтор (Sanitätshauptgefreiter)    | Гаупт-ефрейтор (Hauptgefreiter)       |
| Санитар-обер-ефрейтор (Sanitätsobergefreiter)      | Обер-ефрейтор (Obergefreiter)         |
| Санитар-ефрейтор (Sanitätsgefreiter)               | Ефрейтор (Gefreiter)                  |
| Санитар (Sanitätssoldat)                           | Рядовой ВВС (Flieger)                 |

Некоторые примеры знаков отличия для офицеров медицинской службы, включая кандидатов в офицеры
Санитар (Sanitätssoldat, SanOA)[прим. 1](Сухопутные войска, полевая форма, ветеринарная медицина)
Ефрейтор (Gefreiter, SanOA) (Люфтваффе, служебная униформа, учебные курсы медицины)
Обер-фельдфебель[англ.]* (Oberfeldwebel, SanOA) (Сухопутные войска, полевая форма, курс ветеринарной медицины)
Фенрих флота[англ.] (Fähnrich zur See, SanOA) (Морской флот, полевая форма, учебный курс по фармации)
Лейтенант флота[англ.](Leutnant zur See, SanOA) (Морской флот, служебная униформа, учебные курсы медицины)
Штабс-арцт[англ.] (Stabsarzt)[прим. 2] (Сухопутные войска, служебная униформа, врач)
Обер-штабс-аптекарь (Люфтваффе, полевая форма, фармацевт)
Флоттен-арцт[нем.] (Flottenarzt) (Морской флот, нарукавные знаки отличия, врач)
Обер-фельдарцт (Oberfeldarzt) (Сухопутные войска, врач)
Оберст-ветеринар[нем.] (Oberstveterinär) (Сухопутные войска, служебная форма, ветеринар)
Генерал-арцт[англ.] (Generalarzt) (Сухопутные войска, служебная форма, дантист)
Генерал-штабс-арцт[англ.] (Generalstabsarzt) (Люфтваффе, полевая форма, врач)
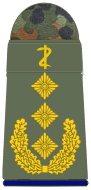
Генерал-оберштабс-арцт Generaloberstabsarzt) (Сухопутные войска, полевая форма, дантист)

## Цвет медицинской службы
Цвет медицинской службы в вооружённых силах Германии в погонах и петлицах (ваффенфарбе) традиционным является тёмно-синим (васильково-синим), а в ветеринарной службе — красного цвета кармина.